# Естеро (Флорида)
Естеро (англ. Estero) — селище (англ. village) в США, в окрузі Лі штату Флорида. Населення — 36 939 осіб (2020).

## Географія
Естеро розташоване за координатами 26°25′23″ пн. ш. 81°48′7″ зх. д. / 26.42306° пн. ш. 81.80194° зх. д. (26.423136, -81.801932).  За даними Бюро перепису населення США в 2010 році селище мало площу 53,40 км², з яких 51,86 км² — суходіл та 1,53 км² — водойми. В 2017 році площа становила 65,68 км², з яких 63,30 км² — суходіл та 2,38 км² — водойми.

## Демографія
Згідно з переписом 2010 року, у переписній місцевості мешкало 22 612 осіб у 11 266 домогосподарствах у складі 7490 родин. Густота населення становила 423 особи/км².  Було 18479 помешкань (346/км²).
Расовий склад населення:
| - 95,2 % — білих - 1,3 % — азіатів - 1,0 % — чорних або афроамериканців - 0,1 % — корінних американців - 1,4 % — осіб інших рас |

До двох чи більше рас належало 0,9 %. Частка іспаномовних становила 5,9 % від усіх жителів.
За віковим діапазоном населення розподілялося таким чином: 9,2 % — особи молодші 18 років, 48,8 % — особи у віці 18—64 років, 42,0 % — особи у віці 65 років та старші. Медіана віку мешканця становила 62,2 року. На 100 осіб жіночої статі у переписній місцевості припадало 92,2 чоловіків;  на 100 жінок у віці від 18 років та старших — 91,3 чоловіків також старших 18 років.
Середній дохід на одне домашнє господарство  становив 98 661 долар США (медіана — 67 993), а середній дохід на одну сім'ю — 115 154 долари (медіана — 87 278). Медіана доходів становила 62 284 долари для чоловіків та 48 598 доларів для жінок. За межею бідності перебувало 6,5 % осіб, у тому числі 12,0 % дітей у віці до 18 років та 3,4 % осіб у віці 65 років та старших.
Цивільне працевлаштоване населення становило 10 054 особи. Основні галузі зайнятості: освіта, охорона здоров'я та соціальна допомога — 20,6 %, науковці, спеціалісти, менеджери — 14,4 %, роздрібна торгівля — 14,2 %.